# تپه سولیقان ۲
تپه سولیقان ۲ مربوط به سده‌های اولیه دوران‌های تاریخی پس از اسلام است و در استان قزوین، شهرستان بوئین‌زهرا، بخش دشتابی، دهستان دشتابی غربی، روستای سولیقان واقع شده و این اثر در تاریخ ۲۶ اسفند ۱۳۸۶ با شمارهٔ ثبت ۲۲۲۳۰ به‌عنوان یکی از آثار ملی ایران به ثبت رسیده است.